# Makanakaishe Charamba
Makanakaishe Charamba (* 20. Dezember 2001 in Harare) ist ein simbabwischer Leichtathlet, der sich auf den Sprint spezialisiert hat.

## Sportliche Laufbahn
Erste internationale Erfahrungen sammelte Makanakaishe Charamba bei den World Athletics Relays 2021 in Chorzów, bei denen er mit der 4-mal-100-Meter-Staffel mit 40,54 s im Vorlauf ausschied. Im selben Jahr begann er ein Studium an der Carson-Newman University in den Vereinigten Staaten. 2023 wechselte er an die Auburn University und im Jahr darauf nahm er im 200-Meter-Lauf an den Olympischen Sommerspielen in Paris teil und belegte dort in 20,53 s im Finale den achten Platz. Zudem war er Fahnenträger seiner Nation bei der Eröffnungsfeier der Spiele.

## Persönliche Bestleistungen
- 100 Meter: 10,15 s (+0,1 m/s), 31. März 2023 in Austin
- 200 Meter: 19,95 s (−0,1 m/s), 24. Mai 2024 in Lexington
  - 200 Meter (Halle): 20,55 s, 11. März 2023 in Virginia Beach